# NGC 5704
NGC 5704 (również NGC 5708, PGC 52315 lub UGC 9430) – galaktyka spiralna (Sd), znajdująca się w gwiazdozbiorze Wolarza.
W galaktyce tej zaobserwowano supernową SN 2002jo.

## Odkrycie i numeracja w katalogu NGC
Odkrył ją William Herschel 18 marca 1787 roku. Podwójna numeracja w New General Catalogue Johna Dreyera wynika z faktu, że John Herschel, który obserwował ten rejon nieba 12 maja 1828 roku, skatalogował dwa obiekty różniące się pozycją (choć jest tu widoczna tylko jedna jasna galaktyka). Jak się później okazało, pozycja obiektu błędnie skatalogowanego przez niego jako nowo odkryty (otrzymał w katalogu NGC numer NGC 5708) wskazuje na galaktykę i zgadza się z pozycją podaną przez jego ojca, Williama. Z kolei pozycja obiektu skatalogowanego później jako NGC 5704 wypada w pobliżu zachodniego składnika pobliskiej gwiazdy podwójnej. Pozostaje kwestią otwartą, czy John Herschel popełnił błąd dwukrotnie katalogując ten sam obiekt, czy też faktycznie skatalogował gwiazdę (lub gwiazdę podwójną), biorąc ją za obiekt typu „mgławicowego”. Większość współczesnych katalogów traktuje jednak obiekty NGC 5704 i NGC 5708 jako alternatywne oznaczenia tej samej galaktyki.